# Жабце
Жабце (пол. Żabce) — село в Польщі, у гміні Мєндзижець-Підляський Більського повіту Люблінського воєводства. Населення — 485 осіб (2011).

## Історія
У часи входження до складу Російської імперії належало до Радинського повіту Сідлецької губернії.
За даними етнографічної експедиції 1869—1870 років під керівництвом Павла Чубинського, у селі здебільшого проживали греко-католики, усе населення розмовляло українською мовою.
У 1975—1998 роках село належало до Білопідляського воєводства.

## Демографія
Демографічна структура станом на 31 березня 2011 року:
|          | Загалом | Допрацездатний вік | Працездатний вік | Постпрацездатний вік |
| -------- | ------- | ------------------ | ---------------- | -------------------- |
| Чоловіки | 255     | 76                 | 158              | 21                   |
| Жінки    | 230     | 58                 | 129              | 43                   |
| Разом    | 485     | 134                | 287              | 64                   |